# Bert Van den Bossche
Bert Van den Bossche is een personage uit de VTM-televisieserie Familie.
Aanvankelijk vertolkte Mout Uyttersprot de rol van Bert, tot hij in 2004 uit de reeks werd geschreven. In 2006 keerde het personage terug, ditmaal vertolkt door Steven De Lelie, die het vertolkt tot 2011 en dan nog een paar gastoptredens maakt in 2013 en 2015. Na negen jaar keert het personage terug als Joris Nuyens en wordt het vertolkt door Jan Sobrie. Iets minder dan een jaar later sterft het personage nadat het wordt neergeschoten door zijn eigen dochter Louise, die dan ook zelf te weten kom dat Bert haar biologische vader is.
In 2024 keerde Steven De Lelie terug tijdens de seizoensfinale van dat jaar als hallucinatie van Joris in een spiegel, ook speelde hij een hoofdrol in de VTMGO-webreeks 'Het ware gelaat van Joris' waarin de kijker te weten komt wat Bert allemaal gedaan heeft vanaf zijn laatste optreden tot zijn eerste optreden als Joris.

## Overzicht
Bert is een buitenechtelijke kleinzoon van Pierre Van den Bossche, de vroegere echtgenoot van Anna Dierckx. Pierre verwekte tijdens zijn legerperiode in Duitsland een zoon: de vader van Bert. Bert woonde zijn hele jeugd in Duitsland en lange tijd wisten de Van den Bossches en Bert dan ook niet van elkaars bestaan af, tot zijn ouders stierven.
Jan Van den Bossche haalt Bert naar België. Hij raakt al snel geïntegreerd in de familie en kan bovendien als ingenieur aan de slag bij VDB Electronics. Hij begint een relatie met Tine Huysmans. De twee willen graag een kind, maar Bert blijkt onvruchtbaar te zijn. Ze besluiten samen een Chinees meisje te adopteren. Het loopt grondig fout wanneer hun adoptiedochtertje plots wordt ontvoerd. Omdat de politie geen vorderingen maakt, besluit het koppel eigenhandig naar China te reizen, in de hoop hun dochtertje ooit terug te vinden.
Enkele jaren later staat Bert plots weer in het kantoor van Peter Van den Bossche. De "softie" van toen blijkt te zijn getransformeerd naar een echte zakenman. Zijn relatie met Tine is intussen stukgelopen en hij is samen met Cixi Lao Tsai, de dochter van een elektronicagigant. Wanneer zij erachter komt dat Bert een affaire heeft met Yasmine Wuyts, vraagt ze de scheiding aan. Bert begint een relatie met Yasmine maar ook deze blijft niet lang duren. Bert dumpt haar voor de aantrekkelijke Lisa Deruyter.
Intussen speelt Bert stiekem onder één hoedje met Xavier Latour om Peter klein te krijgen. Op die manier wil Bert het bedrijf overnemen. Het loopt echter grondig fout wanneer het tot een bloederige confrontatie tussen Latour en enkele Van den Bossches komt. Ook Bert is van de partij en in een schermutseling gooit hij Latour over de rand van zijn hotelgebouw. Intussen is de politie ter plaatse en Bert, die op dat moment Latour nog vasthoudt, beseft dat Xavier het hele complot kan doen uitkomen. Hij veinst Latour niet langer te kunnen vasthouden en laat hem los. Xavier valt meters naar beneden en is op slag dood.
Een tijdje later raakt Lisa zwanger. Ze is in de wolken, maar Bert is woedend. Hij is immers onvruchtbaar, wat zou betekenen dat ze hem bedrogen heeft. Hij zet haar onmiddellijk aan de deur. Lisa blijft volhouden dat dit niet het geval is en laat een DNA-test uitvoeren, terwijl Bert alweer ligt aan te pappen met zakenvrouw June Van Damme. Uiteindelijk blijkt het kind toch van Bert te zijn. Wanneer hij bovendien hoort dat het een zoontje wordt, kan zijn geluk niet op: hij zal de enige echte opvolger voor het familiebedrijf ter wereld brengen. De twee worden opnieuw een koppel, maar Bert gedraagt zich extreem overbezorgd tegenover haar, waardoor ze komedie moet spelen om nog een stap te kunnen verzetten. Wanneer er plots serieus mis is en Bert hier geen oog voor heeft, gebeurt het onvermijdelijke: ze verliezen de baby. Ze zijn er beiden kapot van en Lisa wil niets meer met Bert te maken hebben.
Na het definitieve vertrek van Lisa zit Bert in zak en as. Hij stort zich volledig op zijn werk en heeft helemaal geen sociaal leven meer. Hij wil maar al te graag de macht over VDB Electronics in handen nemen en steekt dit niet onder stoelen of banken. Zo doet hij er bijvoorbeeld alles aan om June, die intussen met Peter is getrouwd, weg te krijgen uit de firma. Peter heeft genoeg van de vuile spelletjes en het gemanipuleer van Bert en besluit een plan uit te werken om zijn aandelen in handen te krijgen. Hij slaagt hierin en Bert wordt aan de kant geschoven.
Bert kan het niet verkroppen dat hij aan de kant geschoven is door Peter en probeert terug op een goed blaadje te geraken bij de familie. Hij probeert onder andere Hannah Van den Bossche voor zijn kar te spannen door een wake te organiseren voor zijn ongeboren zoon en voor Brenda Vermeir. Later geeft hij haar zelfs een auto cadeau en geeft hij haar rijlessen.
Ondertussen zit Peter in de problemen op werk omdat er nog steeds geen nieuwe ingenieur hebben gevonden. Hij probeert Berts plannen voor een revolutionair project te bemachtigen, met behulp van Dirk Cockelaere die zich voordoet als de Amerikaanse headhunter Scott Howard. Op hetzelfde moment hebben Veronique Van den Bossche en June echter ook een heimelijk plannetje gevonden om dit voor elkaar te krijgen. Wanneer Peter dit te weten komt, besluiten ze samen te werken om er zo zeker van te zijn dat ze slagen. June speelt een verleidingsspel met Bert, maar wanneer hij weigert om haar de plannen te geven, vertelt ze hem dat ze heel de tijd komedie speelde. Bert wordt agressief en probeert haar te verstikken met een kussen. Gelukkig kunnen Peter en Bart Van den Bossche nog net op tijd ingrijpen.
Bert werkt een plan uit waarbij hij Peter en het bedrijf ten onder wil krijgen. Hij onderschept en manipuleert allerlei interne mails en saboteert de auto van Peter. Het is echter niet Peter zelf, maar zijn ex-vrouw Trudy die een ongeluk met de wagen krijgt. Bert gooit over een andere boeg en trekt de zwakste schakel van de familie, Rita Van den Bossche naar zich toe. Onder zijn impuls neemt haar drankverslaving almaar grotere proporties aan, terwijl heel de familie al weken radeloos naar haar op zoek is. Bert gebruikt Rita ook voor zijn tweede plannetje om Peter aan de kant te krijgen. Hij steekt VDB Electronics in brand en probeert de schuld in Rita's schoenen te schuiven.
Bert wordt op heterdaad betrapt door Rob Gerrits en het komt tot een gevecht waarbij Rob het leven laat. Maar wanneer de brandweer aankomt moet Bert iets bedenken. Bert loopt terug naar binnen en redt June uit de brand. Een tijd lang wordt Bert beschouwt als de grote held en wordt Rita verdacht van de brand, maar uiteindelijk komen ze er toch achter dat hij de echte dader is. Bert wordt gearresteerd en belandt in de cel.
Even later gaat Anna Dierckx hem bezoeken in de gevangenis. Ze zegt hem dat hij voorgoed verbannen is uit de familie. Hiermee raakt ze een gevoelige snaar bij hem en diezelfde avond probeert Bert zich te verhangen in zijn cel. Hij wordt in kritieke toestand naar het ziekenhuis gebracht. Mieke Van den Bossche moet hem verplegen en voelt een haast onweerstaanbare drang om hem stiekem te vermoorden, maar kan zichzelf bedwingen. Zij is het ook die Rita tegenhoudt, wanneer die met dezelfde bedoeling naar het ziekenhuis komt. Later, wanneer Bert weer aan de beterhand is, wordt hij overgeplaatst naar de ziekenboeg van de gevangenis.
Na een paar jaar in de gevangenis door te brengen, hoort hij in een televisiereportage Peter de zin zeggen: "Bert Van den Bossche bestaat niet meer voor mij". Dit wekt wraak op bij Bert die plannen maakt om te ontsnappen. Hij vermoordt medegevangene Alex, sticht brand en laat het erop lijken dat hij diegene is die om het leven is gekomen. Bert ontsnapt, maar wordt opgepakt net wanneer hij arriveert bij de loft van Peter. Deze keer belandt hij in een zwaarbeveiligde gevangenis. De familie wordt niet op de hoogte gebracht.
Anderhalf jaar later zoekt June Van Damme, de ex-vrouw van Peter, contact met Bert. Samen maken ze plannen om wraak te nemen op Peter. Bert wil opnieuw ontsnappen. Hij gaat in honger- en dorststaking om een versoepeld gevangenisregime te bekomen. De familie Van den Bossche reageert geschokt door dit nieuws. Pas nu vernemen ze ook dat hij anderhalf jaar geleden is kunnen ontsnappen en op het punt stond om Peter te vermoorden. Intussen raakt Bert zo verzwakt dat hij wordt overgebracht naar een gespecialiseerde instelling. Tijdens zijn gevangenistransport kan Bert ontsnappen en hij duikt onder. Terwijl hij ondergedoken is, zorgt June voor de zwaar verzwakte Bert. Wanneer Bert terug op kracht is, wil hij naar Korea vluchten om daar plastische chirurgie te laten uitvoeren. June geeft hem hiervoor een hoop geld en met de hulp van zijn handlanger Stan Lauwers kan Bert in een container meevaren met een vrachtschip naar Korea. Stan steekt Bert echter een mes in de rug en geeft de schipper de opdracht om de container te dumpen in de zee. June, die niet op de hoogte was van Stans verraad, wacht tevergeefs op nieuws van Bert en uiteindelijk denkt ze dat Bert er gewoon met haar geld vandoor is. Maanden later vertelt Stan haar de waarheid en dat Bert hoogstwaarschijnlijk op de bodem van de zee ligt.
Het was lange tijd onduidelijk of Bert het vrachtschip overleefd had of niet. In 2021, zes jaar nadat Bert op het vrachtschip verdween, wordt in het boek 'Alter Ego' duidelijk dat Bert nog steeds in leven is. Ondanks hij wel degelijk in zee is beland, heeft hij zich kunnen redden en is ondertussen terecht gekomen bij een groep piraten. Bert regelt alle zakelijke aspecten en verdient er een hoop geld mee. Ondertussen wil hij nog steeds wraak nemen op Peter en de rest van de familie. Na een mislukte poging om Peter, Veronique en Lars De Wulf te laten kidnappen, beslist hij om terug te komen op zijn oorspronkelijk plan; plastische chirurgie ondergaan en terugkeren als iemand anders.
In Zuid-Afrika ondergaat Bert plastische chirurgie en gaat vanaf dan door het leven als Joris Nuyens. Niet veel later keert hij terug naar België, waar hij in maart 2022 buiten beeld een pyromaan brand laat stichten in het huis van Peter. Zowel Peter als Marie-Rose overleven de brand niet. Hij wil echter ook wraak op de rest van de familie, omdat hij in zijn ogen nooit helemaal aanvaard is geweest door hen. Twee jaar later duikt Bert voor het eerst op als Joris in het leven van de andere Van den Bossches. Niemand heeft echter door dat het Bert is en Joris breidt zijn wraakplan verder uit. Hij laat Bart Van den Bossche neerschieten in Dubai, maar Bart overleeft het echter en Joris herziet zijn plannen. Hij begint een relatie met Mieke om zo dichter bij de familie te staan en motiveert haar om een grote familiereünie te houden, waar ook alle Van den Bossches die op dit moment in het buitenland wonen deel van kunnen uitmaken. Op de reünie wil Joris een bom laten ontploffen die heel de familie moet uitroeien.